# Altica filipendulae
Altica filipendulae es una especie de  coleóptero de la familia Chrysomelidae. Fue descrita científicamente por primera vez en 2006 por Chashchina.